# Strange Fruit
Strange Fruit («Странный плод») — песня протеста, ставшая визитной карточкой американской певицы Билли Холидей в составе группы «Билли Холидей и её оркестр», которая записала и исполнила её в 1939 году. В названии имеется в виду темнокожий, повешенный расистами на дереве (суд Линча).
Американский учитель украинско-еврейского происхождения Абель Миропол опубликовал (под псевдонимом Льюис Алан) это антирасистское стихотворение в 1937 г. Написано оно было под впечатлением от знаменитой фотографии 1930 года, изображающей повешенных на дереве темнокожих людей. Линчевания имели место главным образом на юге США, но также случались и в других регионах. Миропол положил написанные им стихи на музыку и вместе со своей женой и певицей Лорой Дункан исполнял их в качестве протестной песни на различных площадках Нью-Йорка, в том числе в Мэдисон-сквер-гарден.
После Билли Холидей песню записывали многие другие; она также вдохновляла поэтов и писателей. В 1978 году песня в версии Билли Холидей была включена в Зал славы «Грэмми».
Британский журнал New Musical Express включил данную композицию в свой список «500 величайших песен всех времён», разместив её в нём на 325-й позиции.